# Надинићи
Надинићи су насељено мјесто у општини Гацко, Република Српска, БиХ. Према попису становништва из 1991. у насељу је живјело 207 становника.
Овде се налази Црква Светог Илије у Надинићима.

## Становништво
Према попису становништва из 1991. године, мјесто је имало 207 становника.
| Демографија- | Демографија- | Демографија- |
| Година       | Становника   | Становника   |
| ------------ | ------------ | ------------ |
| 1948.        | 1.575        |              |
| 1953.        | 0            |              |
| 1961.        | 276          |              |
| 1971.        | 280          |              |
| 1981.        | 241          |              |
| 1991.        | 207          |              |